# EM i landevejscykling 2020
EM i landevejscykling 2020 var det 26. europæiske mesterskab i landevejscykling. Det blev afholdt i Plouay i Frankrig fra 24. til 28. august 2020.
Mesterskabet skulle egentlig være blevet afholdt i Trento i Italien fra 9. til 13. september, men grundet coronaviruspandemien blev mesterskabet flyttet og byen skal afholde EM i landevejscykling 2021.

## Resultater

### Herrer
| Event           | Guld                          | Guld       | Sølv                   | Sølv   | Bronze                   | Bronze |
| --------------- | ----------------------------- | ---------- | ---------------------- | ------ | ------------------------ | ------ |
| Herrer - Elite  |                               |            |                        |        |                          |        |
| Linjeløb        | Giacomo Nizzolo (ITA)         | 4t 12' 23" | Arnaud Démare (FRA)    | + 0"   | Pascal Ackermann (GER)   | + 0"   |
| Enkeltstart     | Stefan Küng (SUI)             | 30:18,11   | Rémi Cavagna (FRA)     | + 0,18 | Victor Campenaerts (BEL) | + 0,22 |
| Herrer - U23    |                               |            |                        |        |                          |        |
| Linjeløb        | Jonas Iversby Hvideberg (NOR) | 3t 11' 17” | Anthon Charmig (DEN)   | + 0,00 | Vojtěch Řepa (CZE)       | + 0,02 |
| Enkeltstart     | Andreas Leknessund (NOR)      | 30:58,09   | Stefan Bissegger (SUI) | + 0,24 | Ilan Van Wilder (BEL)    | + 0,29 |
| Herrer - Junior |                               |            |                        |        |                          |        |
| Linjeløb        | Kasper Andersen (DAN)         | 2t 38' 28” | Pavel Bittner (CZE)    | + 0,00 | Arnaud De Lie (BEL)      | + 0,00 |
| Enkeltstart     | Mathias Vacek (CZE)           | 32:39,13   | Marco Brenner (GER)    | + 0,04 | Lorenzo Milesi (ITA)     | + 0,18 |

### Damer
| Event          | Guld                             | Guld       | Sølv                       | Sølv   | Bronze                         | Bronze |
| -------------- | -------------------------------- | ---------- | -------------------------- | ------ | ------------------------------ | ------ |
| Damer - Elite  |                                  |            |                            |        |                                |        |
| Linjeløb       | Annemiek van Vleuten (NED)       | 2t 50' 46" | Elisa Longo Borghini (ITA) | + 0"   | Katarzyna Niewiadoma (POL)     | + 5"   |
| Enkeltstart    | Anna van der Breggen (NED)       | 34:03,92   | Ellen van Dijk (NED)       | + 0,31 | Marlen Reusser (SUI)           | + 0,59 |
| Damer - U23    |                                  |            |                            |        |                                |        |
| Linjeløb       | Elisa Balsamo (ITA)              | 2t 15' 27" | Lonneke Uneken (NED)       | + 0"   | Emma Norsgaard Jørgensen (DEN) | + 0"   |
| Enkeltstart    | Hannah Ludwig (GER)              | 35:53,29   | Franziska Koch (GER)       | + 0,25 | Marta Jaskulska (POL)          | + 1,19 |
| Damer - Junior |                                  |            |                            |        |                                |        |
| Linjeløb       | Elenora Camilla Gasparrini (ITA) |            | Marith Vanhove (BEL)       | + 0"   | Katrijn De Clercg (BEL)        | + 0"   |
| Enkeltstart    | Elise Uijen (NED)                | 37:24,87   | Maeva Squiban (FRA)        | + 1,01 | Carlotta Cipressi (ITA)        | + 1,28 |

### Mixed
| Event          | Guld                                                                               | Guld                                                                               | Sølv                                                                                            | Sølv                                                                                            | Bronze                                                                                      | Bronze                                                                                      |
| -------------- | ---------------------------------------------------------------------------------- | ---------------------------------------------------------------------------------- | ----------------------------------------------------------------------------------------------- | ----------------------------------------------------------------------------------------------- | ------------------------------------------------------------------------------------------- | ------------------------------------------------------------------------------------------- |
| Holdtidskørsel | Tyskland                                                                           | 1t 14' 16"                                                                         | Schweiz                                                                                         | + 24"                                                                                           | Italien                                                                                     | + 2' 33"                                                                                    |
| Holdtidskørsel | Lisa Brennauer Lisa Klein Mieke Kröger Miguel Heidemann Michel Heßmann Justin Wolf | Lisa Brennauer Lisa Klein Mieke Kröger Miguel Heidemann Michel Heßmann Justin Wolf | Elise Chabbey Marlen Reusser Kathrin Stirnemann Stefan Bissegger Robin Froidevaux Claudio Imhof | Elise Chabbey Marlen Reusser Kathrin Stirnemann Stefan Bissegger Robin Froidevaux Claudio Imhof | Vittoria Bussi Elena Cecchini Vittoria Guazzini Edoardo Affini Liam Bertazzo Davide Plebani | Vittoria Bussi Elena Cecchini Vittoria Guazzini Edoardo Affini Liam Bertazzo Davide Plebani |